# Aspilonaxa lineata
Aspilonaxa lineata är en fjärilsart som beskrevs av W. Warren 1897. Aspilonaxa lineata ingår i släktet Aspilonaxa och familjen mätare. Inga underarter finns listade i Catalogue of Life.